# Muslim Ahmad
Mohd Muslim bin Ahmad (25 de abril de 1989) é um futebolista malaio que joga como zagueiro. Atualmente defende o Pahang FA.